# 李幸雄

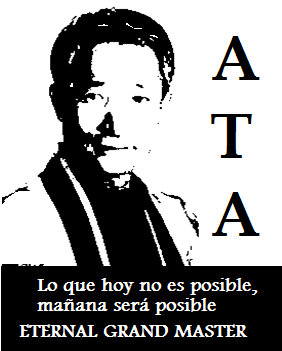
画像

李 幸雄（イ・ヘンウン、朝鮮語: 이행웅、1936年 - 2000年10月5日）は、アメリカ合衆国の実業家、テコンドー指導者。アメリカテコンドー協会（現・ATA・マーシャル・アーツ）会長。
ビル・クリントンを指導した。

## 経歴
1962年に25歳で渡米し、1976年にアーカンソー州リトルロックで松岩テコンドーを創設し、米国内に800余りの道場を開いた。
アメリカテコンドー協会（現・ATA・マーシャル・アーツ）長を務めた。
2000年10月5日、リトルロックの自宅にて死去、享年62。